# Чамово (Архангельська область)
Чамово (рос. Чамово) — присілок в Виноградовському районі Архангельської області Російської Федерації.
Населення становить 36 осіб. Органом місцевого самоврядування до 2021 року було Шидровське муніципальне утворення.

## Історія
Від 1937 року належить до Архангельської області.
Від 2004 року належить до муніципального утворення Шидровське муніципальне утворення.

## Населення
| 2002 | 2010 | 2012 |
| ---- | ---- | ---- |
| 58   | ↘40  | ↘36  |